# Торкна
Торкна, Биринка  — річка в Україні, у Новгород-Сіверському районі Чернігівської області. Ліва притока Десни (басейн Дніпра).

## Опис
Довжина річки приблизно 12,8 км.

## Розташування
Бере початок у Прокопівці. Тече переважно на північний захід через Бирине і на північному сході від Леньківа впадає у річку Десну, ліву притоку Дніпра.

## Притоки
- Смолявиця - права притока.